# Micheil Iadzestadion
Het Mikheil Iadzestadion is een voetbalstadion in de Georgische stad Achaltsiche. In het stadion speelt FK Samtsche Achaltsiche haar thuiswedstrijden. Voorheen was het de thuisbasis van FK Mescheti Achaltsiche.